# بدر الجنوب
بدر الجنوب (به عربی: بدر الجنوب) یک منطقهٔ مسکونی در عربستان سعودی است که در استان نجران واقع شده‌است.